# Wuhłyk Makiejewka
Wuhłyk Makiejewka (ukr. Міні-футбольний клуб «Вуглик» Макіївка, Mini-Futbolnyj Kłub "Wuhłyk" Makiejewka) – ukraiński klub futsalu, mający siedzibę w mieście Makiejewka, w obwodzie donieckim. Od sezonu 1995/96 do 1997/98 występował w futsalowej Wyższej Lidze Ukrainy.

## Historia
Chronologia nazw:
- 1993: Wuhłyk Makiejewka (ukr. «Вуглик» Макіївка)
- 1998: klub rozwiązano

Klub futsalowy Wuhłyk Makiejewka został założony w Makiejewce w 1993 roku i reprezentował miejscową kopalnię węgla. W sezonie 1993/94 zespół debiutował w profesjonalnych rozgrywkach Pierwszej Ligi, zajmując 11.miejsce. W następnym sezonie 1994/95 był drugim w tabeli ligowej. W sezonie 1995/96 debiutował w Wyższej Lidze, zajmując 11.miejsce. W sezonie 1996/97 został sklasyfikowany na 9.pozycji. Po zakończeniu sezonu 1997/98, w którym uplasował się na 14.lokacie, zrezygnował z dalszych występów i został rozwiązany.

## Sukcesy

### Trofea międzynarodowe
Nie uczestniczył w rozgrywkach europejskich (stan na 31-05-2019).

### Trofea krajowe
| \| \| Zdobyte trofea w rozgrywkach Ukrainy (stan na: 31-05-2019) \| |                                                            |      |          |
| Rozgrywki                                                           | Osiągnięcie                                                | Razy | Sezon(y) |
| · Mistrzostwo                                                       | I miejsce                                                  | 0    |          |
| · Mistrzostwo                                                       | II miejsce                                                 | 0    |          |
| · Mistrzostwo                                                       | III miejsce                                                | 0    |          |
| · Mistrzostwo                                                       | 9.miejsce                                                  | 1    | 1996/97  |
| Puchar                                                              | zdobywca                                                   | 0    |          |
| Puchar                                                              | finalista                                                  | 0    |          |
| II liga                                                             | I miejsce                                                  | 0    |          |
| II liga                                                             | II miejsce                                                 | 1    | 1994/95  |
| II liga                                                             | III miejsce                                                | 0    |          |
| Ukraina                                                             | Zdobyte trofea w rozgrywkach Ukrainy (stan na: 31-05-2019) |      |          |

## Piłkarze i trenerzy klubu

### Trenerzy
Serhij Rafaiłow (199?–1998)

## Struktura klubu

### Stadion
Klub rozgrywał swoje mecze domowe w Hali Sportowej w Makiejewce. Pojemność: 500 miejsc siedzących.

### Sponsorzy
- Kopalnia węgla w Makiejewce